# Pozo aéreo (condensador)

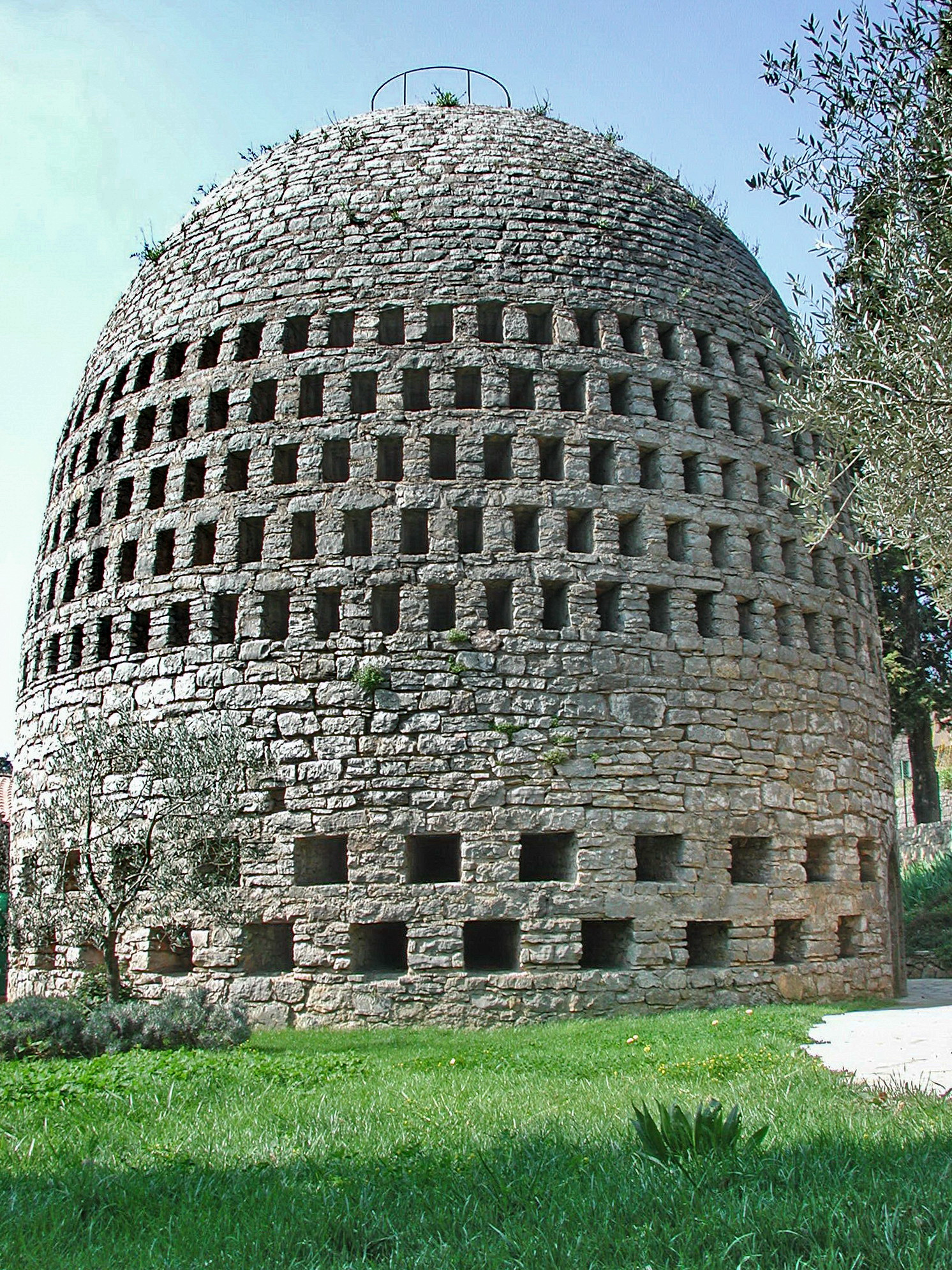
Pozo aéreo de alta masa del ingeniero belga Achile Knapen en Trans-en-Provence

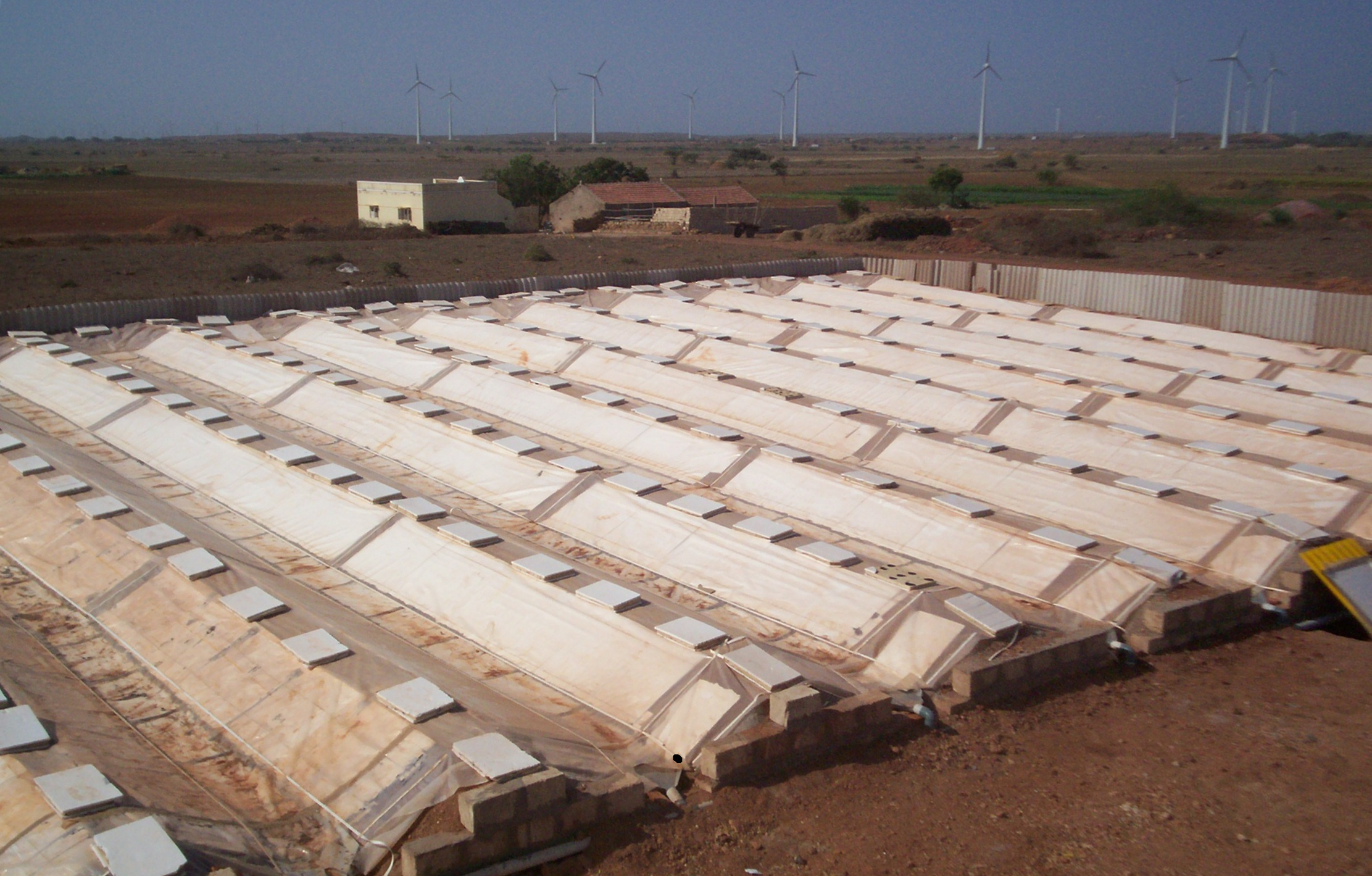
Un condensador radiativo de 550 m² en el noreste de India

Un pozo aéreo o pozo de aire es una estructura o dispositivo que recoge agua que proviene de la condensación de la humedad del aire. Existen muchos y variados diseños de pozos de aire. Los más sencillos son totalmente pasivos: no requieren fuente de energía externa y tienen pocas partes móviles o ninguna.
Los diseños empleados son principalmente de cuatro tipos: de gran masa, radiación, activo y nanotecnológico:
- Los de gran masa se utilizaron a principios del siglo XX; este enfoque no funcionó como se esperaba.[3]
- A finales del siglo XX se usaron colectores radiativos de pequeño tamaño, que demostraron ser mucho más efectivos.[3]
- Los colectores activos recogen el agua de la misma manera que lo hace un deshumidificador; aunque funcionan bien, requieren de una fuente de energía, haciéndolos poco económicos, excepto en circunstancias especiales. Colectores de este tipo con diseños innovadores buscan minimizar los requerimientos de energía o utilizar energía renovable.[cita requerida]
- Los colectores nanotecnológicos, usados desde inicios del siglo XXI, son colectores pasivos que utilizan el efecto loto.

## Fundamento

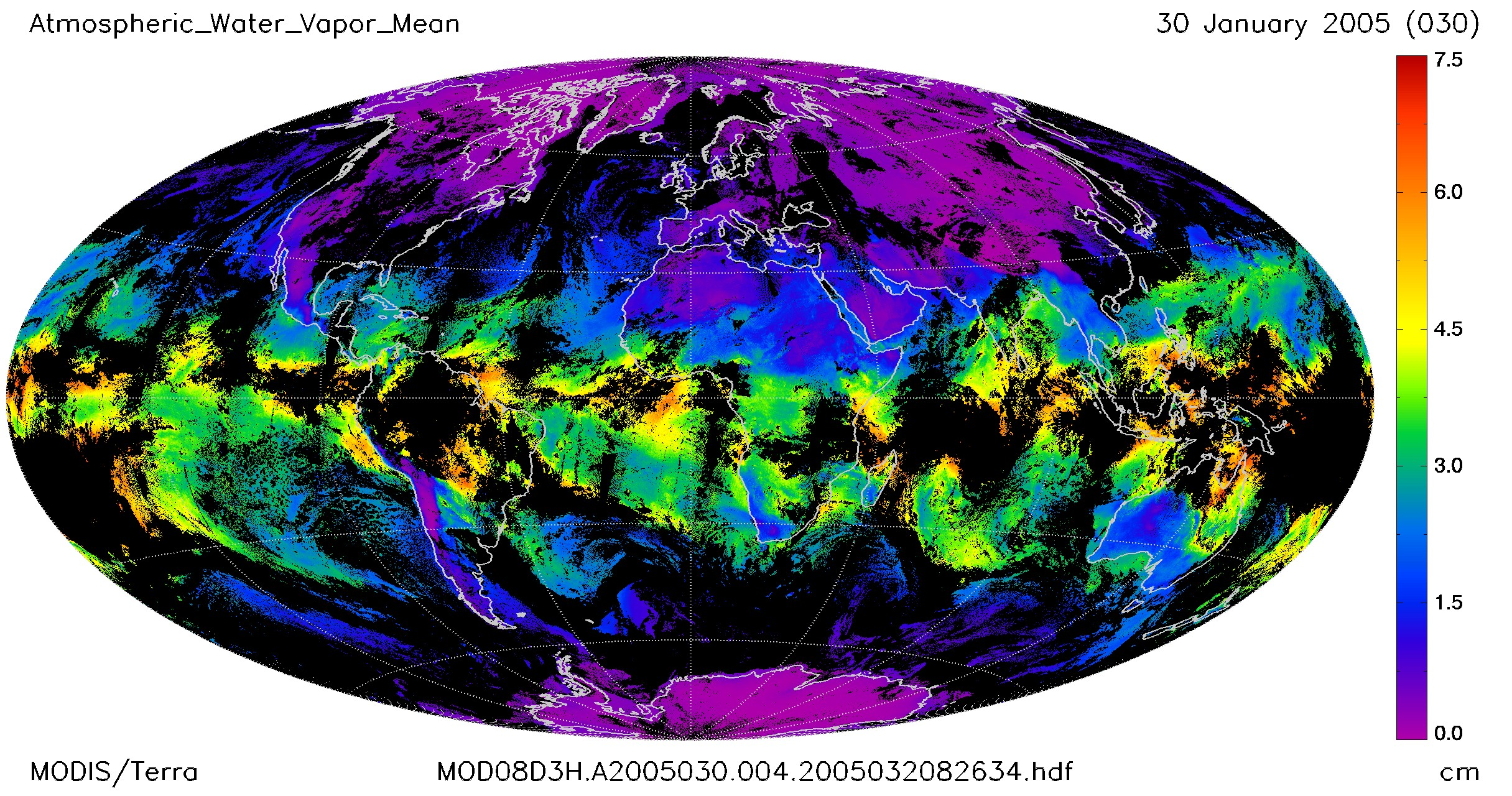
Vapor de agua atmosférico global para el 30 de enero de 2005. Invierno en el hemisferio norte y verano en el hemisferio sur.

Todos los diseños de pozos de aire incorporan un sustrato con una temperatura suficientemente baja para que se forme rocío. El rocío es una forma de precipitación que se produce naturalmente cuando el vapor de agua atmosférico se condensa sobre un sustrato. Es distinto de la niebla; la niebla está hecha de gotas de agua que se condensan alrededor de las partículas en el aire. La condensación libera calor latente, que debe ser disipado con el fin de continuar recolectando agua.
Un pozo aéreo requiere que haya humedad en el aire. Incluso en los desiertos el aire contiene pequeñas cantidades de agua. De acuerdo a Beysens y Milimouk: "La atmósfera contiene 12 900 km³ de agua dulce, que se compone de un 98 % de vapor de agua y 2 % de agua condensada (nubes): una cifra comparable a los recursos de agua líquida renovables de las tierras habitadas (12 500 km³)." La cantidad de vapor de agua contenida en el aire se contabiliza comúnmente como humedad relativa, y depende de la temperatura del aire, ya que el aire más cálido contiene más vapor de agua que el frío. Cuando el aire se enfría al punto de rocío, se satura, y la humedad se condensa sobre las superficies adecuadas. Por ejemplo, la temperatura de rocío del aire a 20 grados Celsius (68,0 °F) y 80 % de humedad relativa es 16 grados Celsius (60,8 °F). La temperatura de rocío cae a 9 grados Celsius (48,2 °F) si la humedad relativa es del 50 % .
Un método relacionado, aunque muy diferente para averiguar la humedad atmosférica es la valla atrapaniebla.
Hay que distinguir entre pozo aéreo y estanque de rocío. Un estanque de rocío es una laguna artificial destinada para abrevar el ganado. El nombre (a veces estanque nube o estanque niebla) se deriva de la creencia generalizada de que el estanque se llenaba con la humedad del aire. De hecho, se llenan sobre todo con agua de lluvia.
Piedras utilizadas como mantillo aumentan significativamente los rendimientos de los cultivos en zonas áridas. Un caso especial se da en las Islas Canarias: en la isla de Lanzarote la lluvia promedio anual es 140 milímetros (5,5 plg) y no hay ríos. A pesar de esto, los cultivos sustanciales ser cultivan mediante el uso de un lecho de piedras volcánicas, un truco descubierto después de las erupciones volcánicas en 1730. Hay quien considera que el mantillo de piedra promueve el rocío; aunque la idea ha inspirado a algunos pensadores, parece poco probable que el efecto sea significativo. Por el contrario, las plantas son capaces de absorber el rocío directamente de las hojas, y el principal beneficio de una capa vegetal piedra es reducir la pérdida de agua del suelo y eliminar la competencia de las malas hierbas.

## Historia
A partir de principios del siglo XX, una serie de inventores experimentaron con colectores de gran masa. Destacaremos al ingeniero ruso Friedrich Zibold (a veces se pone como Friedrich Siebold), el bioclimatólogo francés Leon Chaptal, el investigador alemán-australiano Wolf Klaphake y el belga Achille Knapen.

### Colector de Zibold

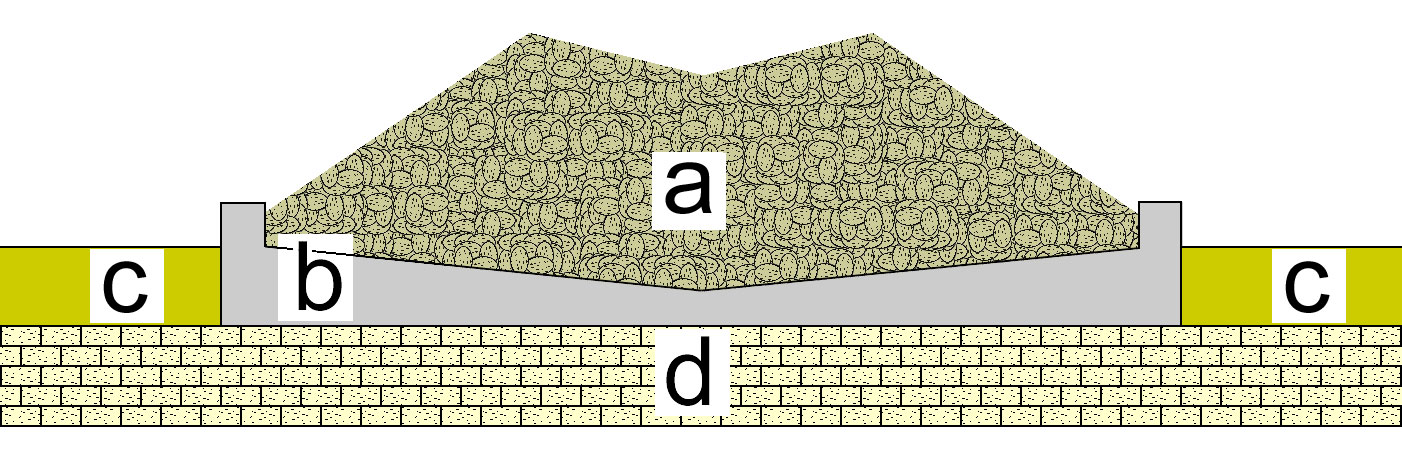
Una sección a través del condensador de rocío Zibold. (a) es un tronco de cono construido con guijarros de arena de 20 m de diámetro en la base y 8 m de diámetro en la parte superior. (b) es un recipiente de hormigón; un tubo (no mostrado) conduce lejos de la base de la taza a un punto de recogida. (c) es el nivel del suelo y (d) es la base caliza natural.

En 1900, cerca la ciudad bizantina de Feodosia, fueron descubiertos 13 grandes montones de piedras por Zibold que era un forestal y el ingeniero a cargo de esta área. Cada pila de piedra cubría poco más de 900 m² y tenía una altura de 10 m. Los hallazgos se asociaron con los restos de tuberías de terracota de 75 mm de diámetro, que aparentemente llevaron a pozos y fuentes de la ciudad. Zibold concluyó que las pilas de piedra eran condensadores que abastecían a Feodosia con agua; y se calcula que cada pozo aéreo podía producir más de 55 400 L al día.
Para verificar su hipótesis Zibold construyó un condensador con pilas de piedra a una altitud de 288 m en el monte Tepe-Oba, cerca de Feodosia; estaba rodeado por un muro de 1 m de alto y 20 m de ancho, alrededor de un área de recolección en forma de cuenco con drenaje. Zibold usó las piedras del mar de 10 a 40 cm de diámetro apiladas hasta 6m de altura con forma tronco-cónica de 8 m de diámetro en su parte superior. La forma de la pila de piedra permite un buen flujo de aire con contacto térmico solamente mínimo entre las piedras.
El condensador de Zibold comenzó a operar en 1912 con una producción diaria máxima que se estimó haber sido de 360 L (Zibold no publicó resultados). La base desarrolló filtraciones que obligaron al experimento a poner fin en 1915 y el lugar fue parcialmente desmantelado antes de ser abandonado. Aunque el sitio fue redescubierto en 1993 y limpiado. El condensador de Zibold fue aproximadamente del mismo tamaño que las antiguas pilas de piedra que se habían encontrado, y aunque el rendimiento fue mucho menor que el rendimiento que Zibold había calculado para las estructuras originales, el experimento sirvió de inspiración para los desarrolladores posteriores.

### Colector de Chaptal
Inspirado por el trabajo de Zibold, Chaptal construyó un pequeño pozo aéreo cerca de Montpellier en 1929. El condensador de Chaptal es una estructura piramidal de hormigón de 3 m² y 2.5 m de alto, se llenó de 8 m³ de piezas de caliza de aproximadamente 7.5 cm de diámetro. Los orificios de ventilación son pequeños rodeando las partes superior e inferior de la pirámide, y pueden ser cerrados o abiertos según se requiera para controlar el flujo de aire. La estructura se deja enfriar de noche, y de día queda expuesta al aire caliente y húmedo. Posteriormente el rocío formado en las piezas de piedra caliza se recoge en un depósito por debajo del nivel del suelo. La cantidad de agua obtenida varía entre 1 y 2.5 L al día dependiendo de las condiciones atmosféricas.
Chaptal no consideró su experimento como un éxito. Cuando se retiró en 1946, dejó el condensador fuera de servicio, posiblemente porque no quería dejar una instalación incorrecta capaz de inducir a error a los que más tarde podrían continuar los estudios de los pozos aéreos.

### Colectores de Klaphake
Wolf Klaphake fue un químico exitoso que trabajó en Berlín entre la década de 1920 y la de 1930. Durante ese tiempo, probó varias formas de pozos aéreos en Yugoslavia y la Isla de Vis del Mar Adriático. Su trabajo se inspiró en Zibold y en Maimónides, un conocido erudito judío que escribió en árabe hace unos 1000 años y que menciona el uso de condensadores de agua en Palestina.
Klaphake experimentó con un diseño muy simple: parte de ladera de una montaña se despejaba y se cubría con una superficie impermeable, acompañado de pilares o crestas. Los lados de la estructura estaban cerrados, aunque los bordes superior e inferior se dejaron abiertos. De noche la ladera se enfriaba y la humedad del día se condensaba y deslizaba por la superficie alisada. El sistema funcionaba, sin embargo era caro, y Klaphake finalmente adoptó un diseño más compacto basado en una estructura de mampostería. Se trataba de un edificio en forma de pan de azúcar, de unos 15 m de alto, con paredes de por lo menos 2 m de espesor, con agujeros en la parte superior y en la parte inferior. La pared exterior estaba hecha de hormigón para conseguir una alta capacidad térmica, la superficie interna estaba hecha de arenisca por su porosidad. Según Klaphake:

El edificio produce agua durante el día y se enfría durante la noche; cuando sale el sol, el aire caliente se extrae a través de los agujeros superiores en el edificio por el aire frío que fluye desplazándolo, el aire se enfría en la superficie fría, depositando su agua, que luego rezuma hacia abajo y se recoge en algún lugar debajo. Es un error pensar que este proceso funciona solamente en los días de rocío, como la superficie interna se hace mucho más fría de lo que uno puede esperar. En Dalmacia, ese día fue una rara excepción que no se pudo producir agua.

Presuntamente se han identificado las huellas de los condensadores de Klaphake.
En 1935, Wolf Klaphake y su esposa María emigraron a Australia. Probablemente la decisión de emigrar fue principalmente el resultado de los encuentros de María con las autoridades nazis; su decisión de establecerse en Australia (en lugar de, por ejemplo, en Gran Bretaña) fue influenciado por el deseo de Wolf de desarrollar un condensador de rocío. Al ser un continente seco, Australia probablemente necesitará otras fuentes de agua dulce, y el primer ministro de Australia del Sur, a quien había conocido en Londres, había expresado su interés. Klaphake hizo una propuesta específica para un condensador en la pequeña ciudad de Cook, donde no había suministro de agua potable. En Cook, la compañía ferroviaria había instalado anteriormente un gran condensador activo alimentado por carbón, pero era prohibitivamente caro de mantener, ya que era más barato transportar agua. Sin embargo, el gobierno de Australia rechazó la propuesta de Klaphake, y perdió interés en el proyecto.

### Pozo aéreo de Knapen

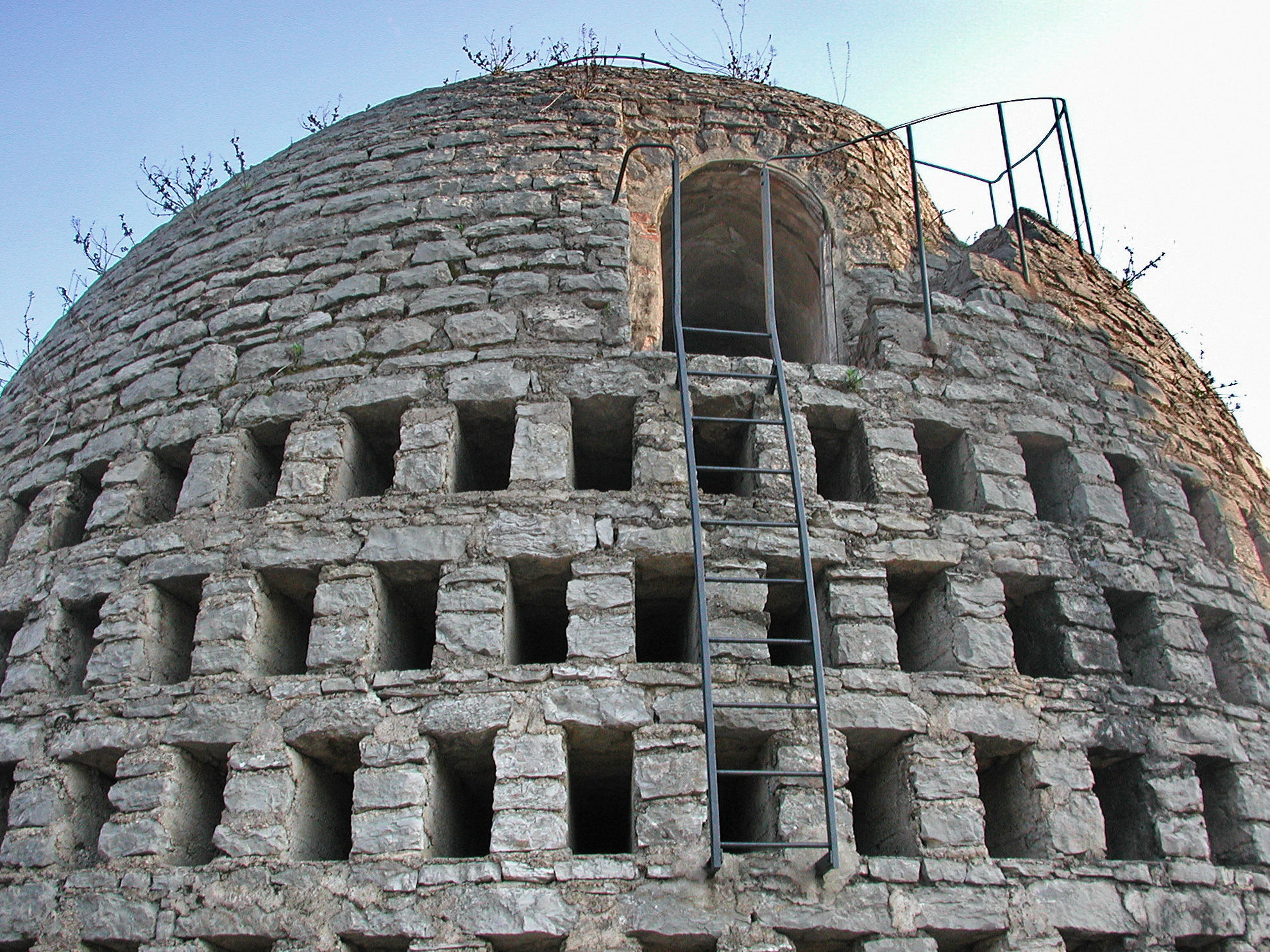
Exterior del pozo aéreo de Achille Knapen

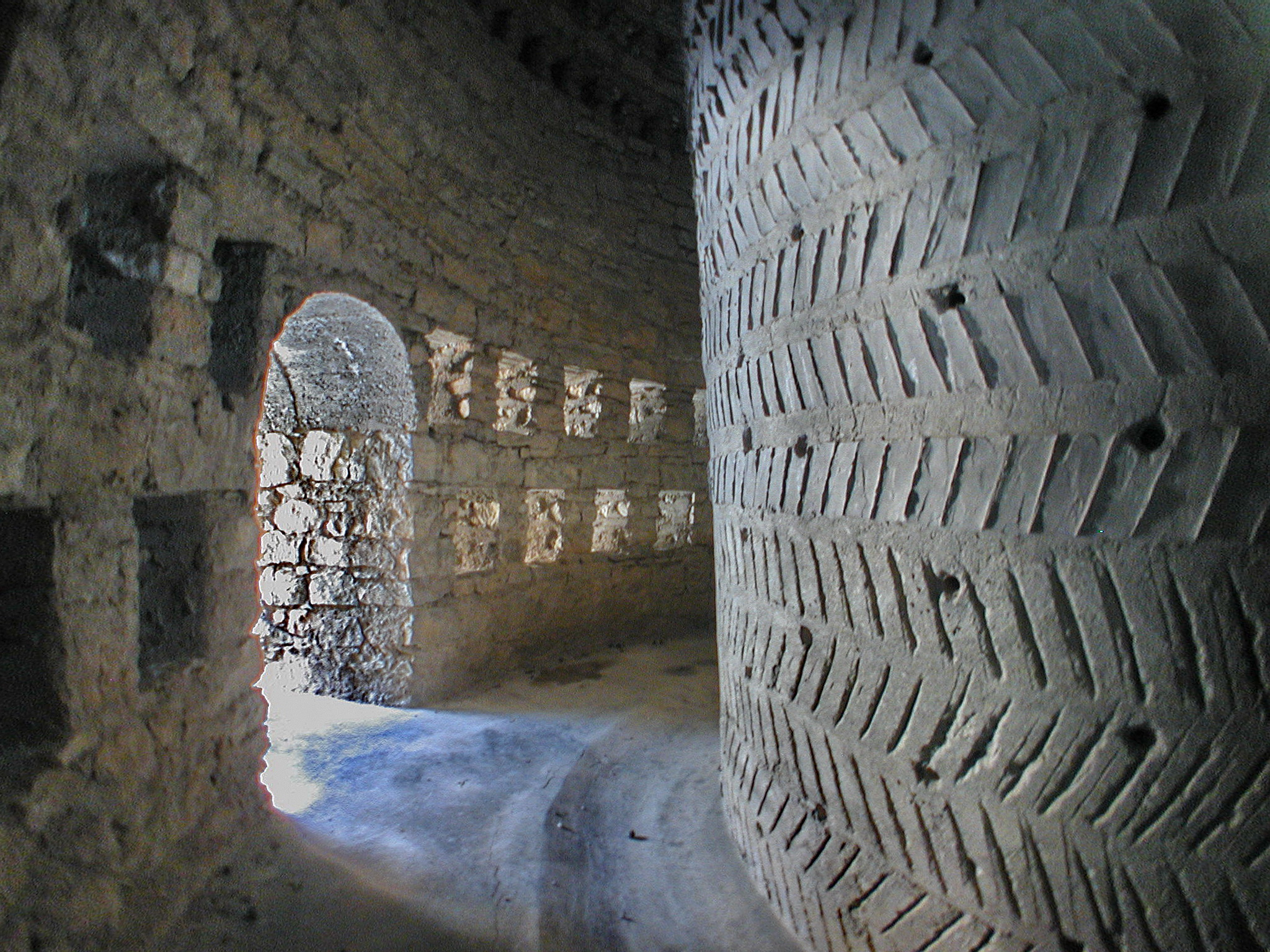
Interior del pozo aéreo de Achille Knapen

Knapen, que había trabajado previamente en los sistemas para eliminar la humedad de edificios, estaba a su vez inspirado en la obra de Chaptal y se dedicó a la construcción de un ambicioso gran pozo de aire (pozo aéreo) en una colina de 180 m en Trans-en-Provence en Francia. A partir de 1930, la torre de rocío de Knapen le tomó 18 meses para su construcción y aún sigue en pie, aunque en estado ruinoso. En el momento de su construcción, el condensador atrajo algún interés público.
La torre tiene unos altos muros de 14 m hechos de mampostería masiva con un espesor de 3 m en el que hay una serie de aberturas para que entre aire. En el interior hay una enorme columna de hormigón. Por la noche, toda la estructura se enfría y durante el día el cálido aire húmedo entra en la estructura a través de las aberturas altas, se enfría, y sale por las aberturas inferiores. La intención de Knapen era que el agua debe condensarse en el frío de la columna interna. De acuerdo con la constatación del Chaptal que la superficie de condensación debe ser dura y la tensión superficial debe ser suficientemente baja para que el agua condensada pueda gotear, la superficie externa de la columna central estaba tachonada con la proyección de placas de pizarra, colocadas casi verticalmente para favorecer el goteo hacia abajo a un depósito colector en la parte inferior de la estructura. Por desgracia, el pozo aéreo nunca logró alcanzar el rendimiento esperado y produjo unos pocos litros de agua cada día.

### Organización Internacional para el aprovechamiento del rocío

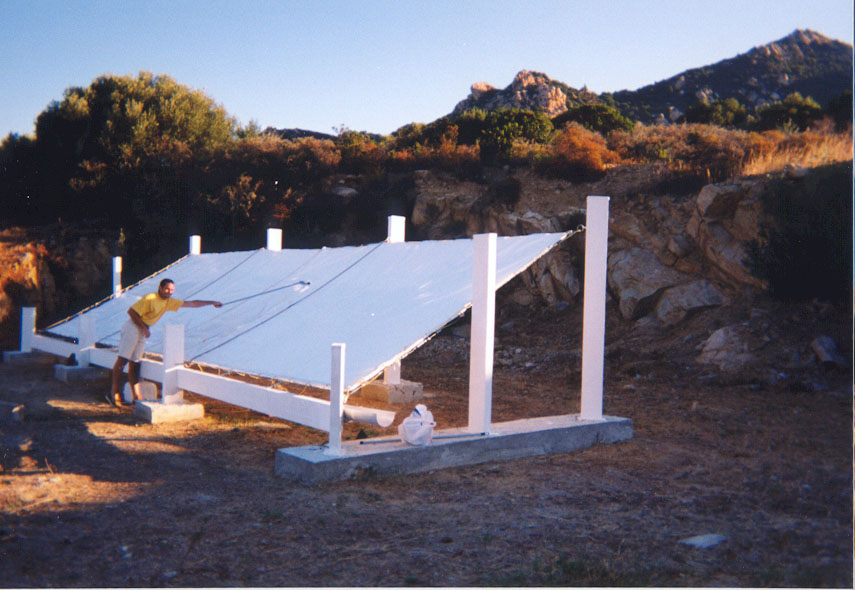
Grandes condensadores de rocío "opur" en Córcega

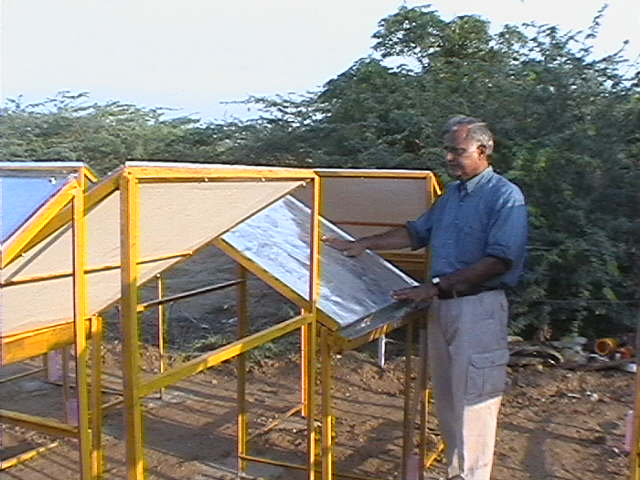
Un puesto de prueba de un condensador de rocío radiativo en la aldea Kothar en el noroeste de la India, cerca de la costa del mar Arábigo.

A finales del siglo XX, se entienden mucho mejor los detalles de cómo condensa el rocío, la idea clave es que la realizan mejor los colectores de baja masa que pierden rápidamente el calor por radiación. Un número de investigadores trabajó en este método. A principios de 1960, se utilizaron en Israel para el riego de las plantas unos condensadores de rocío hechos de hojas de polietileno apoyados en un marco simple parecido a una tienda de campañ de estilo canadiense. Los plantones suministrados por el rocío y la muy ligera lluvia de estos colectores sobrevivieron mucho mejor que el grupo de control plantado sin estas ayudas (todos ellos se secaron durante el verano). En el año 1986, en Nuevo México, condensadores fabricados de un folio especial producen agua suficiente para abastecer a los árboles jóvenes.
En 1992, un grupo de académicos franceses asistieron a una conferencia en Ucrania sobre la condensación del rocío, donde el físico Daniel Beysens les presentó la historia de cómo la antigua Feodosia se abastece de agua de condensadores de rocío. Estuvieron lo suficientemente intrigados para que en 1993 lo fueran a ver por sí mismos. Llegaron a la conclusión de que los montículos identificados por Zibold como condensadores de rocío eran de hecho antiguos túmulos (una parte de la necrópolis de antigua Feodosia) y que los tubos eran de origen medieval y no asociados con el montículos. Encontraron los restos de condensador que construyó Zibold, y lo examinaron de cerca. Aparentemente el condensador de Zibold se había comportado razonablemente bien, pero en realidad sus resultados exactos no están del todo claros, y es posible que el colector estaba interceptando niebla, aumentando con esto significativamente el rendimiento. Si el condensador del Zibold trabajó en absoluto, esto se debió probablemente al hecho de que algunas piedras cerca de la superficie del montículo fueron capaces de perder calor por la noche mientras estaban térmicamente aisladas de la tierra; sin embargo, nunca podrían haber producido el rendimiento que Zibold había previsto.
Henchidos de entusiasmo, el grupo volvió a Francia para configurar la "Organización Internacional para el aprovechamiento del rocío" (International Organisation for Dew Utilization) (OPUR), con el objetivo concreto de poner al rocío disponible como una fuente alternativa de agua.
OPUR comenzó un estudio de condensación en condiciones de laboratorio; desarrollaron una película hidrofóbica especial y experimentaron con instalaciones de prueba, incluyendo un colector de 30 m² en Córcega. Entre las ideas fundamentales se incluye la idea de que la masa de la superficie de condensación debe ser tan baja como sea posible de modo que no pueda retener fácilmente el calor, que debe ser protegido de la radiación térmica no deseada por una capa de aislamiento, y que debe ser hidrófoba, a fin de arrojar la humedad condensada fácilmente.
En el momento en que estaban listos para su primera instalación práctica, se enteraron de que uno de sus miembros, Girja Sharan, habían obtenido una subvención para la construcción de un condensador de rocío en Kothara, India. En abril de 2001, Sharan había notado cierto condensación sustancial en el techo de una casa de campo en Toran Beach Resort en la región costera árida de Kutch, donde se alojaba brevemente. Al año siguiente, se investigó el fenómeno más de cerca y entrevistó a la población local. Financiado por la Agencia para el Desarrollo Energético de Guyarat y la del Banco Mundial, Sharan y su equipo pasaron a desarrollar condensadores radiantes pasivos para uso en la árida región costera de Kutch. La venta se inició en 2006.
Sharan probó una amplia gama de materiales y consiguió buenos resultados con el hierro galvanizado y hojas de aluminio, pero se encontró que las hojas de un plástico especial desarrollado por la OPUR de tan solo 400 µm de grueso en general trabajaban incluso mejor que las hojas de metal y era menos caro. La película de plástico, conocido como papel OPUR, es hidrófilo y está hecho de polietileno mezclado con dióxido de titanio y sulfato de bario.

## Tipos
Hay tres enfoques principales en el diseño de los disipadores de calor que recogen la humedad en los pozos de aire y uno basado en materiales cuya superficie está diseñada nanotecnológicamente según el efecto loto: de gran masa, radiantes y activos. A principios del siglo XX, había interés en los pozos de aire de gran masa, pero a pesar de mucha experimentación incluyendo la construcción de estructuras masivas, este enfoque ha demostrado ser un fracaso.
Desde finales del siglo XX en adelante, ha habido mucha investigación de colectores radiantes de baja masa; estos han demostrado ser mucho más eficaces.

### Gran masa
Los pozos aéreos de gran masa intentan enfriar una gran masa de mampostería con aire fresco de la noche que entra en la estructura debido a las brisas o convección natural. En el día, el calor del sol produce un aumento de la humedad atmosférica. Cuando el aire del día húmedo entra, se condensa en la mampostería presumiblemente fresca. Ninguno de los colectores de gran masa resultaron realmente efectivos y un ejemplo particularmente llamativo es el de Knapen.
El problema con los colectores de gran masa era que no podían deshacerse de suficiente calor durante la noche, a pesar de las características de diseño destinadas a esto. Mientras que algunos pensadores han creído que el de Zibold podría haber sido correcto después de todo, un artículo en el Journal of Arid Environments discute por qué diseños de condensador de gran masa de este tipo no pueden producir cantidades útiles de agua:

Nos gustaría hacer hincapié en el punto siguiente. Para obtener la condensación, la temperatura del condensador de las piedras debe ser inferior a la temperatura del punto de rocío. Cuando no hay niebla, la temperatura del punto de rocío es siempre inferior a la temperatura del aire. Datos meteorológicos muestran que la temperatura del punto de rocío (un indicador del contenido de agua del aire) no cambia apreciablemente cuando el clima es estable. Debido a que el viento, que en última instancia impone la temperatura del aire al condensador, no puede enfriar el condensador para asegurar su funcionamiento. Otro fenómeno de enfriamiento - el enfriamiento radiativo - debe funcionar. Por lo tanto, es durante el tiempo de la noche, cuando el condensador se enfría por radiación, en el que el agua líquida se puede extraer del aire. Es muy raro que la temperatura del punto de rocío se incrementaría significativamente el fin de superar la temperatura de las piedras dentro del montón de piedras. Ocasionalmente, cuando esto sucede, el rocío puede ser abundante durante un corto período de tiempo. Esto es por qué los intentos posteriores por L. Chaptal y A. Knapen construir condensadores de rocío masivos rara vez dieron lugar a rendimientos significativos.

Aunque los antiguos pozos de aire se mencionan en algunas fuentes, hay poca evidencia de ellos, y persistente la creencia de que su existencia tiene el carácter de un mito moderno.

### Radiantes

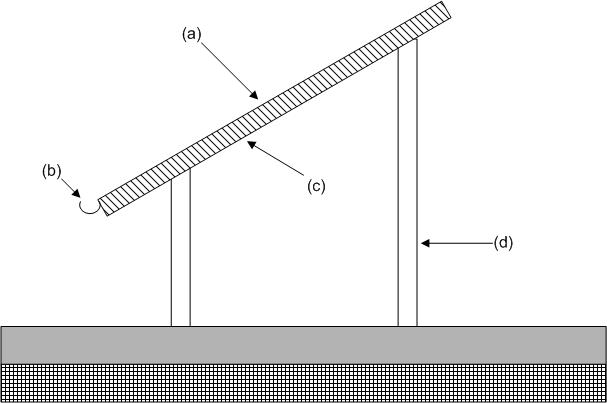
Diagrama de un colector radiativo. (a) irradiando / superficie de condensación, (b) canal de recogida, (c) aislamiento de soporte, (d) Soporte.

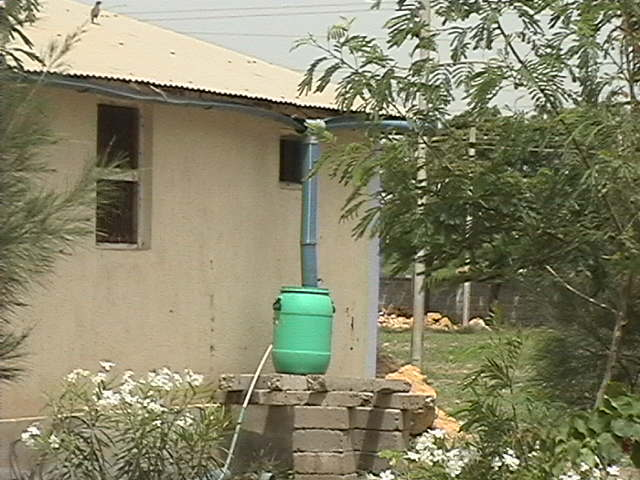
Las estructuras con techos de metal, como este, se pueden utilizar para cosechar agua de rocío simplemente mediante la adición de canalones y, para incrementar la potencia, una capa de aislamiento inferior. Sin el aislamiento la salida de los condensadores de plástico es casi la mitad.

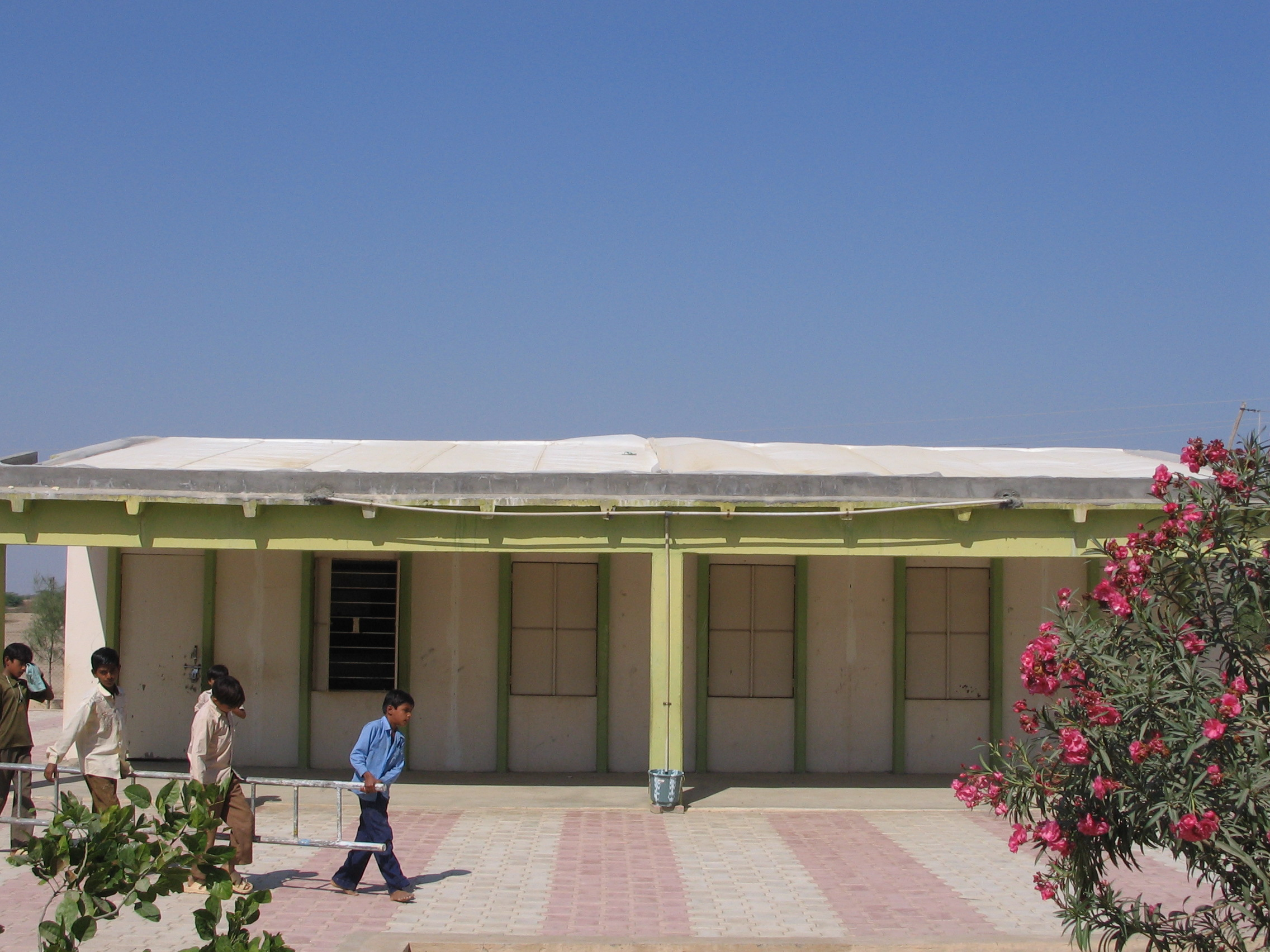
Un ejemplo de una instalación de condensador-en-techo, es un condensador hecho de película de plástico con propiedades especiales, con capa de aislamiento entre la película y la superficie del hormigón techo. Esta instalación se encuentra en los edificios escolares en Sayara (Kutch, India). A diferencia de los techos de metal, los techos de cemento no atraen la condensación sin ningún tratamiento, de ahí la necesidad de un condensador externo. El rendimiento de estos condensadores es casi dos veces mayor que el de un techo de metal desnudo, todo lo demás permanece constante.

Un pozo de aire radiante está diseñado para enfriar un sustrato irradiando calor en el aire nocturno. El sustrato tiene una masa baja, de modo que no puede mantenerse caliente, y está térmicamente aislado de cualquier masa, incluyendo la planta. Un colector típico de radiación presenta una superficie de condensación en un ángulo de 30° respecto de la horizontal. La superficie de condensación está respaldada por una gruesa capa de material aislante como espuma de poliestireno y apoyado entre 2–3 m sobre el nivel del suelo. Estos condensadores pueden ser convenientemente instalados en los tejados inclinados de edificios bajos o apoyadas por un marco simple. Aunque en otras alturas no suelen funcionar tan bien, puede ser menos costoso o más conveniente para montar un colector cerca al nivel del suelo o en un edificio de dos plantas.
El condensador radiante de 600 m² que ilustra el inicio de este artículo está construido cerca del nivel del suelo. En el área del noroeste de la India donde se ha instalado el rocío se produce durante 8 meses al año, y la instalación reúne sobre 15 mm de agua de rocío al día en temporada con cerca de 100 noches de rocío. En un año ofrece un total de alrededor de 9000 L de agua potable para la escuela, que posee y gestiona el sitio.
Aunque los diseños planos tienen la ventaja de la simplicidad, otros diseños tales como pirámides y conos invertidos pueden ser significativamente más eficaces. Esto es probablemente debido a que estos diseños protegen las superficies de condensación del calor no deseado radiado por la baja atmósfera, y al ser simétricos, no son sensibles a la dirección del viento.
Nuevos materiales pueden hacer aún más efectivos los colectores. Uno de estos materiales se inspira en el escarabajo del desierto de Namib, que sobrevive solamente con la humedad que extrae de la atmósfera. Se ha encontrado que su parte trasera se recubre con proyecciones microscópicas: los picos son hidrófilas y las depresiones son hidrófobos. Investigadores del Instituto de Tecnología de Massachusetts han emulado esta capacidad mediante la creación de una superficie con textura que combina alternando materiales hidrofóbicos e hidrofílicos.

### Activo

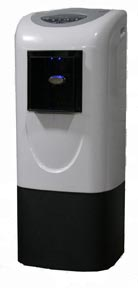
Un generador de agua atmosférica producido comercialmente destinado a uso residencial

Los colectores activos de aguas atmosféricas han estado en uso desde la comercialización de la mecánica de refrigeración. En esencia, todo lo que se requiere es que se enfríe un intercambiador de calor por debajo del punto de rocío, y se producirá agua. Dicha producción de agua puede tener lugar como subproducto, posiblemente no deseado, de la deshumidificación. El sistema de aire acondicionado de la Burj Khalifa en Dubái, por ejemplo, produce unos 15 m³ de agua cada año, que se utiliza para el riego de las plantas de los jardines de la torre.
Debido a que la refrigeración mecánica requiere mucha energía, los colectores activos se encuentran normalmente restringidos a lugares donde no hay suministro de agua que pueda ser desalada o purificada a un menor coste y que el lugar se encuentre lo suficientemente lejos de una fuente de agua fresca para hacer su transporte poco económico. Tales circunstancias son poco comunes, e incluso entonces las grandes instalaciones, como la que se intentó en los años 1930 en Cook en Australia del Sur, fallan debido a los costes de funcionamiento de la instalación, ya que era más barato el transporte de agua desde grandes distancias.
En el caso de las pequeñas instalaciones, la comodidad puede superar el coste. Hay una amplia gama de pequeñas máquinas diseñadas para ser utilizadas en las oficinas que producen unos pocos litros de agua potable procedentes de la atmósfera. Sin embargo, hay circunstancias en las que realmente no hay fuente de agua distinta de la atmósfera. Por ejemplo, en la década de 1930, los diseñadores americanos añaden sistemas de condensadores para dirigibles; en este caso el aire utilizado eran los gases de escape de los motores, que contenía agua adicional como un producto de la combustión. La humedad se recogía y se utilizaba como lastre adicional para compensar la pérdida de peso cuando se consume el combustible. Mediante la recopilación de lastre de esta manera, la flotabilidad de la aeronave puede mantenerse relativamente constante sin tener que liberar gas de helio, que es caro y las cantidades son limitadas.
Más recientemente, en la Estación Espacial Internacional, el módulo Zvezdá incluye un sistema de control de la humedad. El agua que recoge se utiliza generalmente para suministrar al sistema "ISS ECLSS/Elektron", que produce la electrólisis del agua en hidrógeno y oxígeno, pero puede ser usada para beber en una emergencia.
Hay un número de diseños que minimizan los requerimientos de energía de los condensadores activos:
- Un método consiste en utilizar el suelo como un disipador de calor aspirando aire a través de tuberías subterráneas.[54] Esto se hace a menudo para proporcionar una fuente de aire fresco para un edificio por medio de un intercambiador en pozos canadienses (también conocido como tubos tierra), en el que la condensación está considerada generalmente como un problema significativo.[55] Un problema importante con estos diseños es que los tubos subterráneos están sujetos a contaminación y son difíciles de mantener limpios. Los diseños de este tipo requieren de aire que se suministrará a través de las tuberías por un ventilador, pero la potencia necesaria se puede proporcionar (o complementar) por un aerogenerador.[56]
- Agua de mar fría se utiliza en el invernadero de agua marina en el que a la vez refresca y humidifica el interior de una estructura similar a un invernadero. El enfriamiento puede ser tan eficaz que no solamente las plantas de dentro obtienen el beneficio de la reducción de transpiración, sino que además el rocío se acumula en la parte exterior de la estructura y puede ser fácilmente recogido por canaletas.[4]
- Otro tipo de colector de agua atmosférico hace uso de desecantes que absorben agua de la atmósfera a temperatura ambiente, esto hace que sea posible extraer la humedad, incluso cuando la humedad relativa es tan baja como un 14 %.[57] Los sistemas de este tipo han demostrado ser muy útiles como suministros de emergencia de agua potable.[58][59] Para la regeneración, el desecante necesita ser calentado.[60] En algunos diseños la energía de regeneración se suministra por el sol; el aire se ventila en la noche sobre un lecho de desecantes que absorben el vapor de agua. Durante el día, las instalaciones están cerradas, el efecto invernadero aumenta la temperatura, y como en las piscinas de desalinización solar, el vapor de agua se desprende parcialmente, se condensa en una parte fría y se recoge.[4]
- Una empresa francesa ha diseñado recientemente una pequeña turbina de viento que utiliza un generador eléctrico de 30 kW en su interior para alimentar un sistema de refrigeración mecánica para condensar el agua.[61]

### Nanotecnológico
El Groasis Waterboxx es un dispositivo diseñado para ayudar al crecimiento de los árboles en áreas secas. Fue inventado y desarrollado por Pieter Hoff, un antiguo exportador de flores holandés, y ganó el premio de tecnología verde de Popular Science de "Lo Mejor de la Nueva Innovación" del año 2010.
Las propiedades superhidrófobas o hidrófobas se han utilizado en la recolección de rocío, o la canalización de agua a una cuenca para su uso en el riego. El Groasis Waterboxx tiene una tapa con una estructura piramidal microscópica, basada en las propiedades superhidrófobas del efecto loto que canalizan la condensación del agua del rocío y el agua de lluvia en un recipiente para la liberación a las raíces de una planta que se cultiva.